# Clive Revill
Clive Selsby Revill (ur. 18 kwietnia 1930 w Wellington, zm. 11 marca 2025 w Los Angeles) – nowozelandzki aktor filmowy, telewizyjny, teatralny i głosowy, a także piosenkarz.

## Życiorys
Urodził się w Wellington w Nowej Zelandii jako syn Eleanor May (z domu Neel) i Maleta Barforda Revilla. Uczęszczał do Rongotai College. W wieku 20 lat wystąpił po raz pierwszy na scenie w Auckland w roli Sebastiana w komedii Williama Shakespeare’a Wieczór Trzech Króli. W 1950 studiował aktorstwo w The Old Vic. W latach 1956–1958 występował Royal Shakespeare Company w Stratford. Po debiucie na Broadwayu jako Sam Weller w komedii Mr. Pickwick (1952), spędził trzy lata w brytyjskim Ipswich Repertory. Był nominowany do nagrody Tony Award za rolę Boba-Le-Hotu w komedii muzycznej Irma La Douce (1961) z Keithem Michellem i jako Fagin w komediodramacie muzycznym Oliver! (1963).
Za rolę Carlo Carlucciego w komedii romantycznej Billy’ego Wildera Avanti! (1972) był nominowany do nagrody Złotego Globu.
W ostatnich latach życia, cierpiał na demencję. Zmarł 11 marca 2025 w wieku 94 lat w domu opieki, w dzielnicy Sherman Oaks, w Los Angeles.

## Filmografia

### Filmy
- 1966: Modesty Blaise jako McWhirter
- 1968: Trzewiki rybaka (The Shoes of the Fisherman) jako Tovarich Vucovich
- 1970: Prywatne życie Sherlocka Holmesa (The Private Life of Sherlock Holmes) jako Rogożyn
- 1972: Avanti! jako Carlo Carlucci
- 1974: Wiatraki śmierci (The Black Windmill) jako Alf Chestermann
- 1974: Mały Książę (The Little Prince) jako biznesmen
- 1980: Gwiezdne wojny: część V – Imperium kontratakuje (The Empire Strikes Back) jako Imperator (głos)
- 1984: Samson i Dalila (Samson and Delilah, TV) jako Raul
- 1986: The Transformers: The Movie jako Kickback (głos)
- 1993: Złodziej z Bagdadu jako król Nod
- 1993: Wilk morski (The Sea Wolf, TV) jako Thomas C. „Ciasteczko” Mugridge
- 1995: Dracula – wampiry bez zębów (Dracula – Dead and Loving it) jako Sykes
- 2002: Piotruś Pan: Wielki powrót (Return to Never Land) jako starszy oficer / narrator (głos)
- 2003: 101 dalmatyńczyków II. Londyńska przygoda (101 Dalmatians II: Patch’s London Adventure) – głos
- 2004: Mickey: Bardziej bajkowe święta (Mickey’s Twice upon a Christmas) jako narrator
- 2012: Tom i Jerry: Robin Hood i jego Księżna Mysz (Tom and Jerry: Robin Hood and His Merry Mouse) jako król Ryszard Lwie Serce (głos)

### Seriale
- 1978: Columbo jako Irlandczyk Joe Devlin (odcinek „Konspiratorzy”)
- 1983: Detektyw Remington Steele (Remington Steele) jako dr Ellis Harvey
- 1984: Dynastia (Dynasty) jako  Warren Ballard
- 1984: Jerzy Waszyngton (George Washington) jako John Campbell
- 1984: Snorksi (The Snorks) jako dr Galio Seaworthy (głos)
- 1984: Alvin i wiewiórki – głos
- 1984: Nowy Scooby i Scrappy Doo – głos
- 1984: Dragon’s Lair jako Storyteller (głos)
- 1985: Napisała: Morderstwo – odc. Murder to a Jazz Beat jako Jonathan Hawley
- 1986: Statek miłości jako Slade Collins
- 1986: Magnum (Magnum PI) jako Walter „Inky” Gilbert
- 1987: Kacze opowieści (DuckTales) jako Shedlock Jones (głos)
- 1987: MacGyver jako Tony Braddock
- 1988: Alfred Hitchcock przedstawia (Alfred Hitchcock Presents) jako Hector
- 1988: Napisała: Morderstwo – odc. Curse of the Daanav jako Bert Davies
- 1989: Smerfy (The Smurfs) – głos
- 1989–1990: Miś Paddington (Paddington Bear) – głos
- 1990: Detektyw Hunter (Hunter) jako Lord Andrew Fraser
- 1990: Przygody Animków jako  Shakespeare (głos)
- 1990: Potswoth – marzyciel z krainy snów jako pies Potswoth (głos)
- 1991: Star Trek: Następne pokolenie jako sir Guy z Gisborne
- 1992: Batman (Batman: The Animated Series) jako Alfred Pennyworth (głos)
- 1993: Mała Syrenka (The Little Mermaid) jako czarownik Blowfish (głos)
- 1994: Babilon 5 (Babylon 5) jako Trakis
- 1995: Freakazoid! jako Spanger / Baffeardin / Hermil Sioro (głos)
- 1996: Nowe przygody Supermana (Lois & Clark: The New Adventures of Superman) jako czarownik
- 1996: Słodkie zmartwienia jako pan Bernie Pimmler
- 1996: Murphy Brown jako Hendricks
- 1996: Opowieści z księgi cnót (Adventures from the Book of Virtues) jako król Midas / minister (głos)
- 1996: Prawdziwe przygody Jonny’ego Questa (The Real Adventures of Jonny Quest) jako myśliwy / Wykop Harpooner / lekarz (głos)
- 1997: Krok za krokiem (Step by Step) jako profesor Robert Nesler
- 1997: Dotyk anioła (Touched by an Angel) jako Claude Bell
- 1997: Johnny Bravo jako W (głos)
- 1998: Pinky i Mózg (Pinky and the Brain) jako Król Klaudiusz (głos)
- 1998: Godzilla (Godzilla: The Series) jako Hustus McPhil (głos)
- 2002: Fillmore na tropie (Fillmore!) jako właściciel sklepu
- 2005: Podkomisarz Brenda Johnson (The Closer) jako Albert Turner